# Карлстад (комуна)
Комуна Карлстад (швед. Karlstads kommun) — адміністративно-територіальна одиниця місцевого самоврядування, що розташована в лені Вермланд у центральній Швеції.
Карлстад 70-а за величиною території комуна Швеції. Адміністративний центр комуни — місто Карлстад.

## Населення
Населення становить 86 834 чоловік (станом на вересень 2012 року). 
| Кількість населення комуни Карлстад за 1810-2010 роки | Кількість населення комуни Карлстад за 1810-2010 роки | Кількість населення комуни Карлстад за 1810-2010 роки | Кількість населення комуни Карлстад за 1810-2010 роки | Кількість населення комуни Карлстад за 1810-2010 роки |
| ----------------------------------------------------- | ----------------------------------------------------- | ----------------------------------------------------- | ----------------------------------------------------- | ----------------------------------------------------- |
| Рік                                                   |                                                       |                                                       | Населення                                             |                                                       |
| 1810                                                  | 1810                                                  |                                                       | 19 154                                                | 19 154                                                |
| 1850                                                  | 1850                                                  |                                                       | 28 453                                                | 28 453                                                |
| 1900                                                  | 1900                                                  |                                                       | 38 502                                                | 38 502                                                |
| 1950                                                  | 1950                                                  |                                                       | 62 678                                                | 62 678                                                |
| 1970                                                  | 1970                                                  |                                                       | 72 456                                                | 72 456                                                |
| 1980                                                  | 1980                                                  |                                                       | 74 068                                                | 74 068                                                |
| 1990                                                  | 1990                                                  |                                                       | 76 467                                                | 76 467                                                |
| 2000                                                  | 2000                                                  |                                                       | 80 323                                                | 80 323                                                |
| 2010                                                  | 2010                                                  |                                                       | 85 753                                                | 85 753                                                |
| Джерело: SCB                                          |                                                       |                                                       |                                                       |                                                       |

## Населені пункти
Комуні підпорядковано 10 міських поселень (tätort) та низка сільських, більші з яких:
- Карлстад (Karlstad)
- Скоре (Skåre)
- Скатткерр (Skattkärr)
- Мулкум (Molkom)
- Едсвалла (Edsvalla)
- Альстер (Alster)
- Весе (Väse)

## Міста побратими
Комуна підтримує побратимські контакти з такими муніципалітетами:
- Комуна Мосс, Норвегія
- Нокіа, Фінляндія
- Хорсенс, Данія
- Йиґева, Естонія
- Блендюоус, Ісландія
- Любляна, Словенія
- Газіантеп, Туреччина

## Галерея

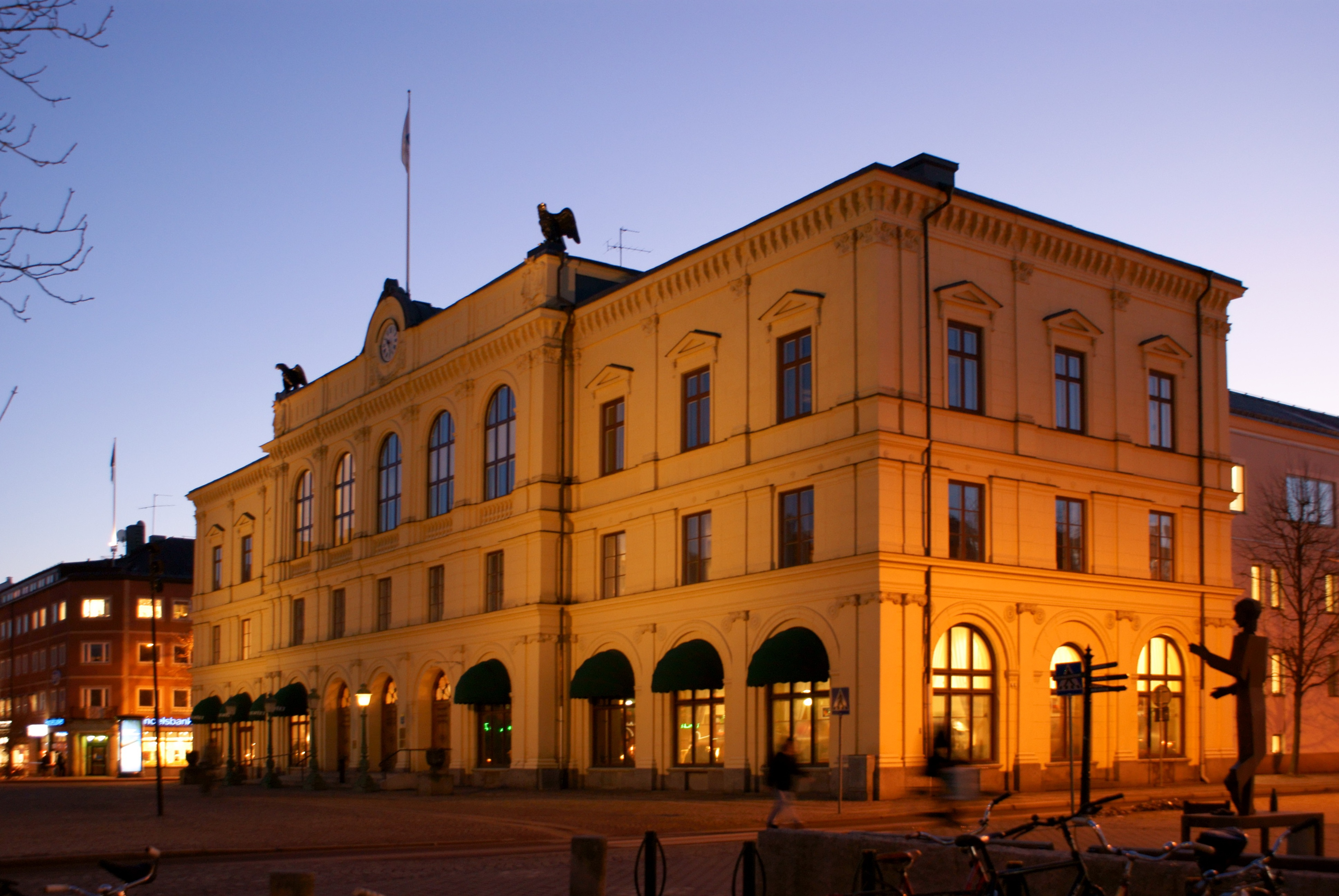
Ратуша (Карлстад)
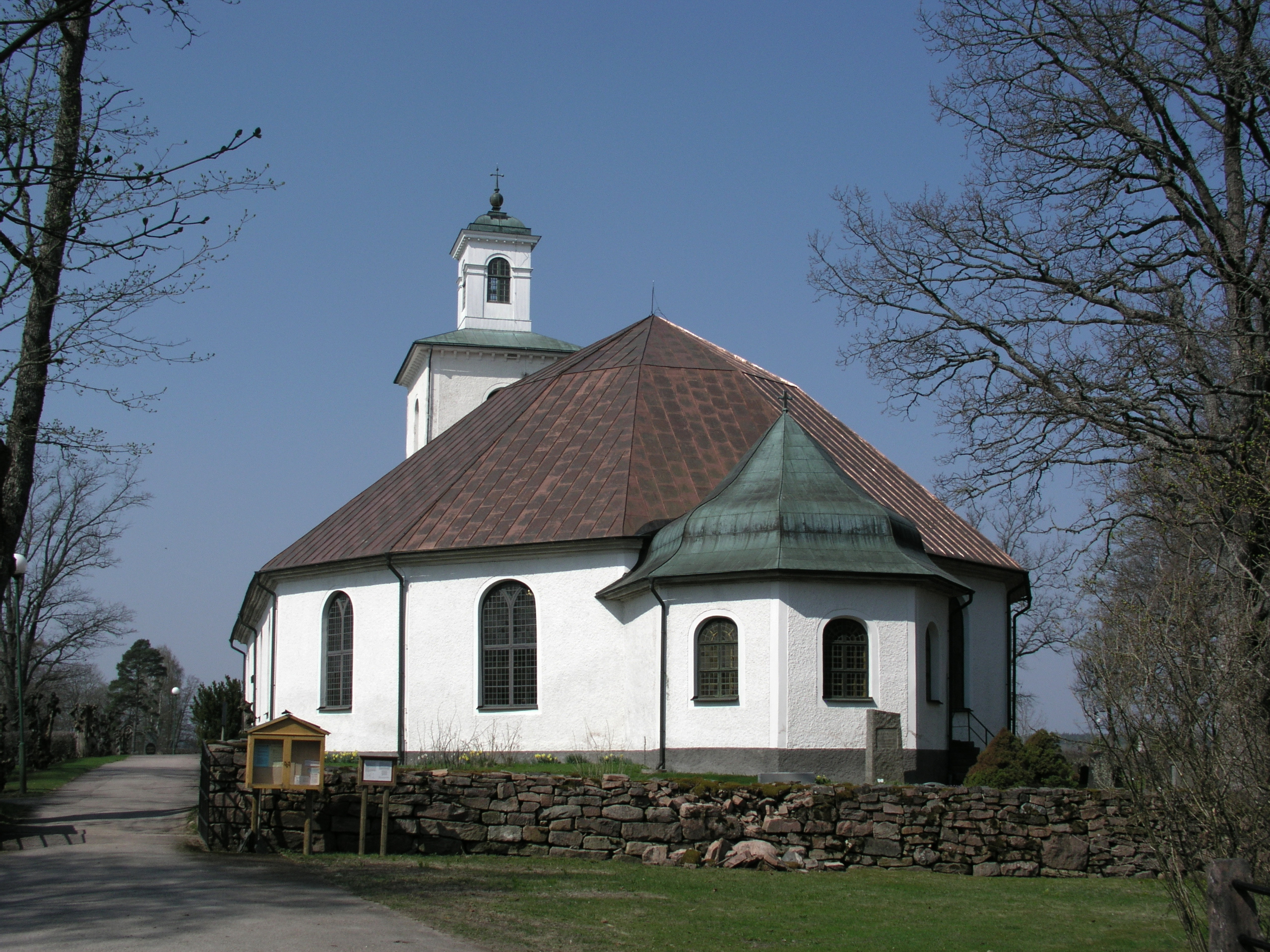
Церква (Весе)
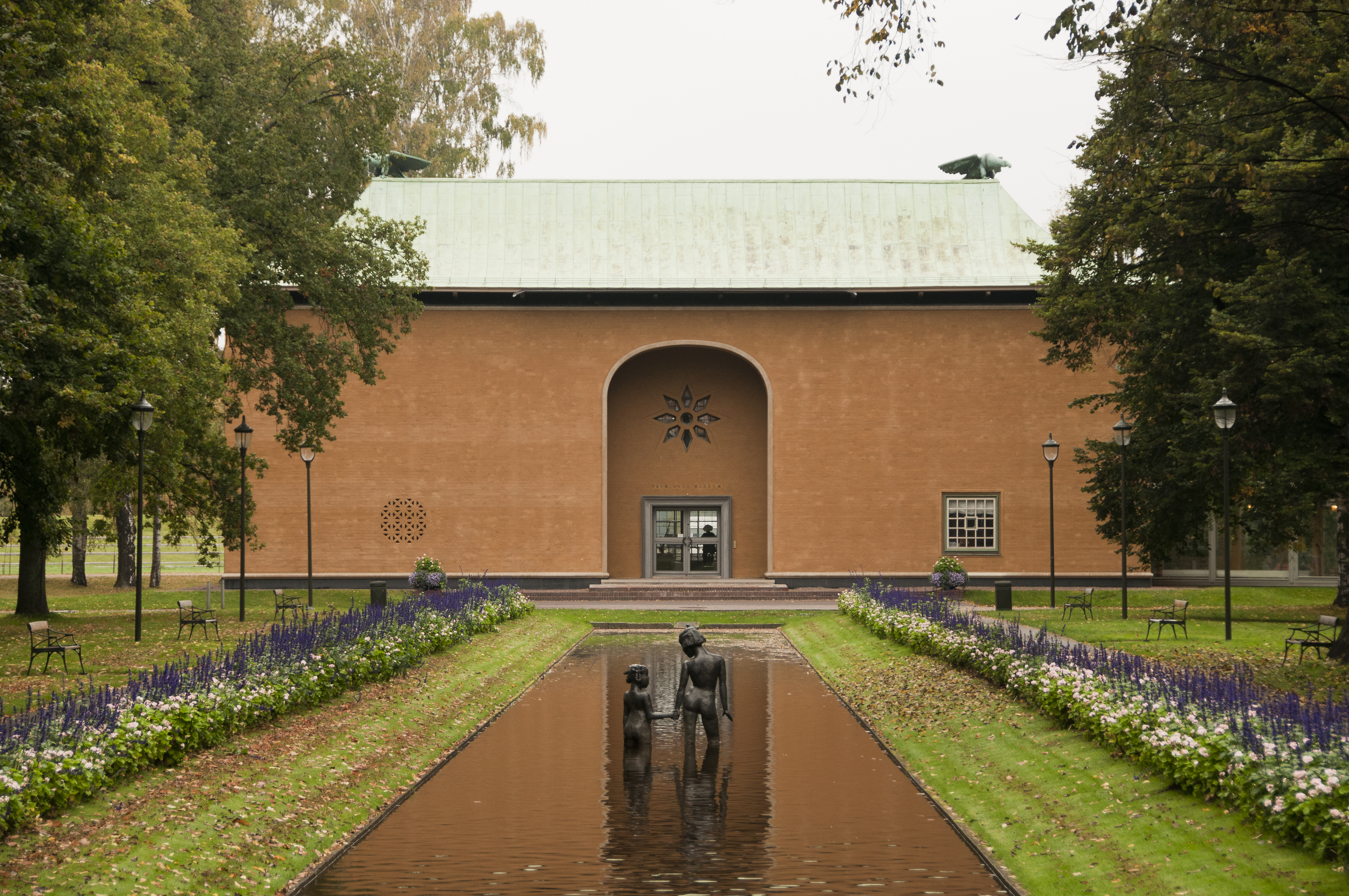
Вермландський музей
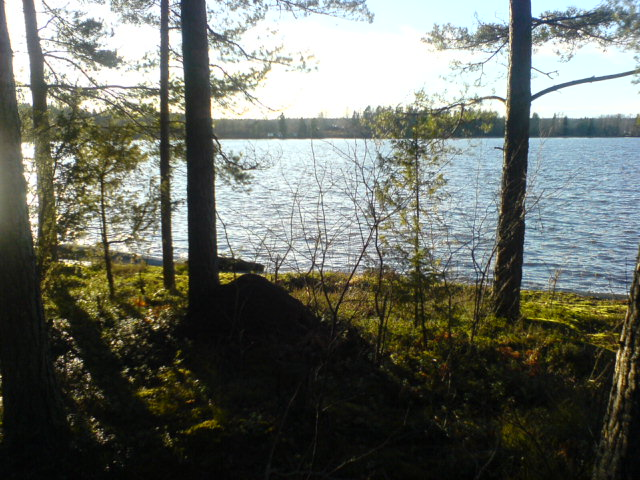
Озеро Альстерн

## Виноски
1. ↑  https://karlstad.tromanpublik.se/viewPerson.jsf?id=24
2. ↑  Folkmangd i riket, lan och kommuner (шв.) . Центральне бюро статистики Швеції. Архів оригіналу за 20 серпня 2013. Процитовано 8 лютого 2013.